# Liste der Mitglieder des Landtags des Herzogtums Sachsen-Altenburg (1907–1909)
Diese Liste gibt einen Überblick über alle Mitglieder des Landtages des Herzogtums Sachsen-Altenburg von 1907 bis 1909.

## Allgemeines
Die Abgeordneten wurden gemäß dem Wahlgesetz vom 31. Mai 1870 bestimmt. Der Landtag bestand danach aus 30 direkt gewählten Abgeordneten: Neun Abgeordnete wurden von der Stadtbevölkerung, zwölf von der Landbevölkerung und neun von den Höchstbesteuerten gewählt. Das passive Wahlrecht hatte jeder steuerpflichtige männliche Staatsbürger, der das 25. Lebensjahr erreicht hat. Die Abgeordneten wurden für drei Jahre gewählt. Die Wahlen für diese Legislaturperiode fanden am 19. März 1907 statt.

## Liste
| Name                | Kurie            | Wahlbezirk      |                        | Beschreibung                                   |
| ------------------- | ---------------- | --------------- | ---------------------- | ---------------------------------------------- |
| Edmund Schmidt      | Höchstbesteuerte | 1               | Altenburg              | Fabrikbesitzer, Geheimer Kommerzienrat         |
| Hermann Donath      | Höchstbesteuerte | 2               | Schmölln               | Fabrikbesitzer, Geheimer Kommerzienrat         |
| Theodor Köhler      | Höchstbesteuerte | 3               | Petsa                  | Gutsbesitzer                                   |
| Hermann von Bloedau | Höchstbesteuerte | 4               | Ehrenberg              | Rittergutsbesitzer, Kammerherr                 |
| Ernst von Thümmel   | Höchstbesteuerte | 5               | Röddenitz              | Rittergutsbesitzer                             |
| Bernhard Heitzsch   | Höchstbesteuerte | 6               | Pontewitz              | Gutsbesitzer                                   |
| Eduard Mühlenfeld   | Höchstbesteuerte | 7               | Eisenberg              | Fabrikbesitzer, Geheimer Kommerzienrat         |
| Oskar Burghard      | Höchstbesteuerte | 8               | Karsdorfberg           | Rittergutsbesitzer                             |
| Albin Loch          | Höchstbesteuerte | 9               | Keßlar                 | Gutsbesitzer                                   |
| Gustav Oßwald       | Städte & Land    | 1, 1. Abteilung | Altenburg              | Oberbürgermeister                              |
| Gustav Frenzel      | Städte & Land    | 1, 2. Abteilung | Altenburg              | Baumeister                                     |
| Edmund Buchwald     | Städte & Land    | 1, 3. Abteilung | Altenburg              | Buchbindermeister                              |
| Guido Sonntag       | Städte & Land    | 2, 1. Abteilung | Gößnitz                | Rektor                                         |
| Bernhard Ziller     | Städte & Land    | 2, 2. Abteilung | Meuselwitz             | Kaufmann                                       |
| Hermann Käppler     | Städte & Land    | 2, 3. Abteilung | Altenburg              | Redakteur                                      |
| Franz Kühn          | Städte & Land    | 3, 1. Abteilung | Monstab                | Amtsvorsteher                                  |
| Adam Schneider      | Städte & Land    | 3, 2. Abteilung | Langenleuba-Niederhain | Amtsvorsteher                                  |
| Julius Schumann     | Städte & Land    | 3, 3. Abteilung | Langenleuba-Niederhain | Gerbermeister                                  |
| Albin Klügel        | Städte & Land    | 4, 1. Abteilung | Wettelswalde           | Amtsvorsteher                                  |
| Julius Fritzsche    | Städte & Land    | 4, 2. Abteilung | Zschernitz             | Gutsbesitzer                                   |
| Louis Wildenhain    | Städte & Land    | 4, 3. Abteilung | Zürchau                | Maler und Gastwirt                             |
| Emil Claus          | Städte & Land    | 5, 1. Abteilung | Eisenberg              | Bürgermeister                                  |
| Julius Herrmann     | Städte & Land    | 5, 2. Abteilung | Kahla                  | Rektor                                         |
| Bernhard Horn       | Städte & Land    | 5, 3. Abteilung | Kahla                  | Buchhändler                                    |
| Ferdinand Häcker    | Städte & Land    | 6, 1. Abteilung | Tünschütz              | Amtsvorsteher                                  |
| Louis Prager        | Städte & Land    | 6, 2. Abteilung | Kleinebersdorf         | Amtsvorsteher                                  |
| August Martin       | Städte & Land    | 6, 3. Abteilung | Hermsdorf              | Hausbesitzer                                   |
| Adolf Bolz          | Städte & Land    | 7, 1. Abteilung | Rausdorf               | Gutsbesitzer                                   |
| Benjamin von Kropff | Städte & Land    | 7, 2. Abteilung | Roda                   | Landrat, Kammerherr und Geheimer Regierungsrat |
| Richard Klaus       | Städte & Land    | 7, 3. Abteilung | Obergneus              | Gutsbesitzer                                   |